# Hildegard von Egisheim

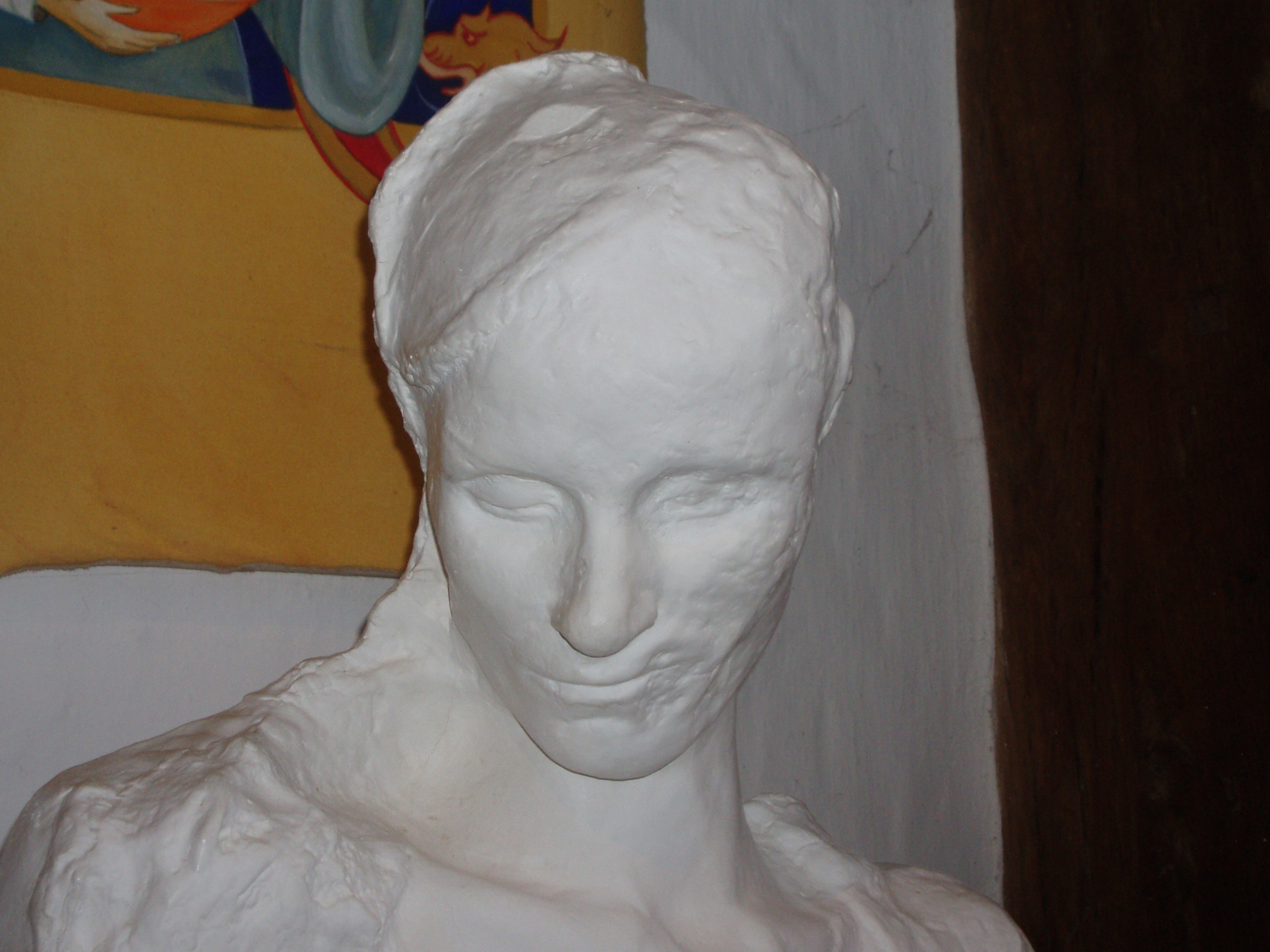
Hildegard von Egisheim (oder ihre Tochter Adelheid); Büste nach ihrer Totenmaske

Hildegard von Egisheim, auch Hildegard von Schlettstadt, (* um 1024/1035; † Herbst 1094/vor dem 4. Februar 1095 in Schlettstadt) war als Gemahlin Friedrichs von Büren die Stammmutter der Staufer.

## Abstammung
Hildegards Abstammung ist nicht eindeutig überliefert: Nach neueren Forschungen wird sie als „Hildegard von Egisheim“ (* um 1028, † Herbst 1094), Tochter des Grafen Gerhard I. von Egisheim-Dagsburg, bezeichnet. In der älteren Literatur wird sie auch „Hildegard von Schlettstadt“ genannt oder den Grafen von Mömpelgard, Bar und Mousson zugeordnet. Die Benennung nach Schlettstadt ergibt sich aus dem von ihr um 1087 bis um 1094 in Schlettstadt gestifteten Kloster St. Fides, der ältesten Grablege der Staufer im Elsass, in dem sie auch begraben liegt. Die Linie Mousson-Bar war die Linie ihres Vetters Ludwig von Mousson, der Sophia von Bar heiratete. Deren Sohn Dietrich I. vermählte sich mit Irmintrud, Tochter von Graf Wilhelm I. von Burgund und Erbin von Mömpelgard.
Jedenfalls gehörte Hildegard einer der vornehmsten Familien im Elsass an; ihr Onkel väterlicherseits war Bischof Bruno von Toul, der spätere Papst Leo IX. Neuen Forschungen von Eduard Hlawitschka zufolge war Hildegard über ihre Mutter Bertha auch eine Urenkelin Königs Konrad III. von Burgund.

## Büste

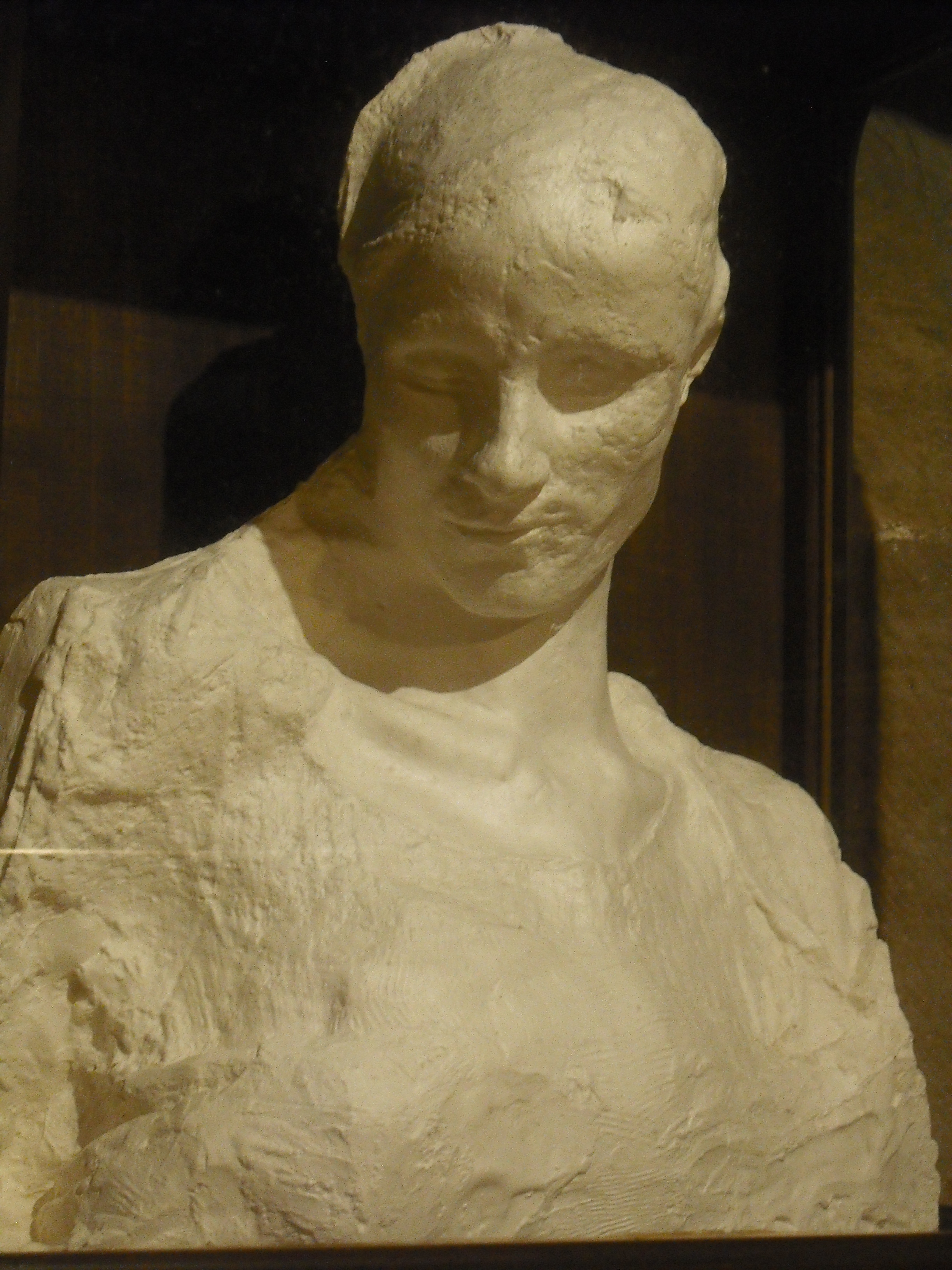
Abguss der Büste in der Krypta von St. Fides

Bei der Restaurierung der Kirche des ehemaligen Klosters St. Fides in Schlettstadt im Jahre 1892 wurde die Krypta wiederentdeckt und untersucht. In einem gemauerten Grab vor dem Altar wurden die Überreste einer Frau gefunden, die mit einer dicken Kalkschicht bedeckt war, woraus man schloss, dass sie ein Opfer der Pest wurde. Ihre Gesichtszüge hatten sich in dem Kalk abgedrückt, so dass Abgüsse ihrer Büste hergestellt werden konnten. Aufgrund der bevorzugten Lage des Grabes wird vermutet, es handle sich um Hildegard. Allerdings starb diese im Alter von etwa siebzig Jahren, während die Büste eher auf eine vierzigjährige Frau hindeutet. Es wird daher auch vermutet, dass es sich um ihre kurz vor ihr verstorbene Tochter Adelheid handelt. Die auf diese Weise entstandene Totenmaske wäre somit das einzige lebensecht erhaltene Porträt eines namentlich bekannten Menschen aus dem Mittelalter. Ein Abguss der Büste ist in der Krypta ausgestellt. Weitere Exemplare befinden sich u. a. im Staufer-Dokumentationszentrum am Hohenstaufen, im Steinhausmuseum in Bad Wimpfen und im Museum der Wäscherburg bei Wäschenbeuren.

## Nachkommen
Friedrich und Hildegard hatten nach Hansmartin Decker-Hauff sieben gemeinsame Kinder. Die neuere Forschung lehnt diese Angaben jedoch ab. Nachweisbar sind lediglich die 1094 urkundlich bezeugten Mitstifter des Klosters St. Fides in Schlettstadt:
- Friedrich ab 1079 Herzog von Schwaben
- Otto († 3. August 1100), 1083/1084–1100 Bischof von Straßburg
- Ludwig
- Walther
- Konrad
- Adelheid